# Liste der Naturdenkmale in Bockenem
Die Liste der Naturdenkmale in Bockenem nennt die Naturdenkmale in der Stadt Bockenem im Landkreis Hildesheim in Niedersachsen.

## Naturdenkmale
| Bild                          | Bezeichnung                      | Ort, Lage                                                           | Beschreibung | Schutzzweck                              | Nummer    |
| ----------------------------- | -------------------------------- | ------------------------------------------------------------------- | ------------ | ---------------------------------------- | --------- |
| BW                            | Blutbuche                        | Bockenem Im Garten Wiesenstraße 4a (52° 0′ 38,2″ N, 10° 7′ 38,6″ O) |              | Schönheit                                | ND-HI 023 |
| BW                            | Dillsgraben                      | Bockenem Dillsburg, Stadtforst (51° 59′ 25,8″ N, 10° 6′ 3,6″ O)     | Erdfall      | selten, heimatkundlich, wissenschaftlich | ND-HI 026 |
| BW                            | 1 Kalktuffstein mit Trockenrasen | Groß Ilde Am „Dreisch“ (51° 59′ 58,9″ N, 10° 1′ 49,1″ O)            |              |                                          | ND-HI 041 |
| BW                            | Zypresse                         | Nette Im Pfarrgarten (52° 2′ 15,7″ N, 10° 5′ 5,6″ O)                |              | Schönheit, Seltenheit                    | ND-HI 067 |
| BW                            | Ringelbuche                      | Nette An der B243 im Netter Forst (52° 2′ 56,4″ N, 10° 4′ 50,3″ O)  |              | Seltenheit                               | ND-HI 068 |
| mehr Fotos \| Fotos hochladen | Upstedter Linde                  | Upstedt Dorfmitte (52° 2′ 3,1″ N, 10° 4′ 12,1″ O)                   |              | Seltenheit, Heimatkunde                  | ND-HI 099 |
| BW                            | 2 Linden                         | Bönnien Vor der Kirche (52° 1′ 0,5″ N, 10° 6′ 21,2″ O)              |              | Schönheit                                | ND-HI 111 |
| BW                            | Eiche                            | Bornum Südöstlich der Kirche (51° 58′ 37,3″ N, 10° 8′ 47″ O)        |              | Schönheit, Seltenheit                    | ND-HI 233 |
| BW                            | Eiche                            | Bornum Nordöstlich der Kirche (51° 58′ 38″ N, 10° 8′ 46,8″ O)       |              | Schönheit, Seltenheit                    | ND-HI 235 |
| BW                            | 2 Linden                         | Nette Am nördlichen Dorfrand (52° 2′ 20,9″ N, 10° 4′ 59,5″ O)       |              | Schönheit                                | ND-HI 344 |